# 御小座敷
御小座敷（おこざしき）は、江戸城で、休息の間の後に続く小座敷である。

## 概要
8畳の間2つ、黒縁の備後表、1間の床、1間の段棚があり、左右に入側を付け、床棚の模様は東海道五十三次を極彩色に描き、富士山を床の正面にあらわしたのは、休息の間と同じである。張付は紺色に金の二葉葵のちらしである。
この間は将軍が朝食をとり、結髪を行ない、医師の診療を命ずる時などに用い、また、小姓相手に雑談などする時にも用いた。古くは将軍は常に御座の間に住んだが、くつろぎのために休息の間が生じ、さらに真のくつろぎのために小座敷、楓の間、鷹の間などができたのである。